# ناحیه فرانکنموت، میشیگان
ناحیه فرانکنموت (به انگلیسی: Frankenmuth Township) یک منطقهٔ مسکونی در ایالات متحده آمریکا است که در شهرستان سگینا، میشیگان واقع شده‌است.
 ناحیه فرانکنموت ۸۴٫۶ کیلومتر مربع مساحت و ۱٬۹۵۹ نفر جمعیت دارد و ۱۹۹ متر بالاتر از سطح دریا واقع شده‌است.